# Pixka
Pixka (rus: Пышка) és una pel·lícula muda de Mikhaïl Romm, director soviètic, basada en el conte Boule de suif de Guy de Maupassant. Estrenada el 1934, és la primera pel·lícula de Mikhail Romm.

## Argument
Durant l'hivern 1870-1871, la ciutat de Rouen a Normandia va ser envaïda pels prussians. Per fugir de l'ocupació, un grup de deu persones va portar la diligència a Dieppe: un parell de comerciants, un parell de burgesos, un parell de nobles, dues monges, un demòcrata i finalment l'heroïna, Pixka.
El viatge promet ser difícil, la diligència no avança. Els viatgers tenen gana i només a la jove se li ha pensat portar unes provisions, que comparteix generosament. A Tôtes, els viatgers s'aturen a un hostal ocupat per soldats prussians. Un oficial els prohibeix marxar fins que Pixka hagi acceptat els seus avenços. Patriòtica, es nega, aprovada pels seus companys. Però perden la paciència i tramen un complot contra ella. Finalment, acaba cedint sota la pressió dels altres viatgers. Malgrat el servei prestat als seus companys, la fan avergonyir-se.
L'oficial els autoritza a marxar, continuen el seu viatge sota la protecció d'un soldat prussià. El grup, excepte Pixka, que no va tenir l'oportunitat d'aprovisionar-se, comença a engreixar mentre ignora Pixka. Ella plora i després s'enfada amb els altres nou viatgers. Serà el soldat qui tindrà una mica de compassió i li oferirà un tros de pa.

## Repartiment
- Galina Sergueieva com a Mlle. Elizabeth Rousset (Boule-de-suif)
- Andrei Fait com a oficial prussià
- Faina Ranevskaia[4][5] com a Mme. Loiseau
- Piotr Repnin com a Lamadon, miller
- Tatiana Okunevskaia[6] com a Mme Carre-Lamadon
- Mikhail Mukhin com a Comte de Breville
- Anatoli Goriunov com a Louiseau, comerciant de vi
- Karl Gurniak com a soldat alemany
- Valentina Kuznetsova com a donzella
- Vladimir Lavrinovitx com a Cornudet
- Vladimir Osenev com a soldat alemany (no acreditat)